# دهستان صوغان
دهستان صوغان، یکی از دهستان‌های بخش صوغان شهرستان ارزوئیه در استان کرمان ایران است. مرکز این دهستان، روستای سرخان است.

## جمعیت
بر پایه سرشماری عمومی نفوس و مسکن در سال ۱۳۹۵، جمعیت دهستان صوغان برابر با ۲٬۲۴۱ نفر بوده‌است.